# Panaxia lutescens
Panaxia lutescens är en fjärilsart som beskrevs av Charles Oberthür 1911. Panaxia lutescens ingår i släktet Panaxia och familjen björnspinnare. Inga underarter finns listade i Catalogue of Life.